# Droga wojewódzka 218
Die Droga wojewódzka 218 (DW 218) ist eine polnische Woiwodschaftsstraße im Nordosten der Woiwodschaft Pommern. Auf einer Länge von 58 Kilometern verläuft sie in Nord-Süd-Richtung und verbindet den Norden des Powiat Pucki (Kreis Putzig) sowie den Powiat Wejherowski (Kreis Neustadt in Westpreußen) mit der Stadt Danzig. Zwischen Wejherowo (Neustadt in Westpreußen) und Koleczkowo (Kolletzkau) führt die DW 218 durch den Trojmiejski Park Krajobrazowy (Dreistädter Landschaftsschutzpark).
Die DW 218 ist Bindeglied zwischen den Woiwodschaftsstraßen DW 213, DW 224 sowie DW 468 und den Landesstraßen DK 6 (ehemalige deutsche Reichsstraße 2, heute auch Europastraße 28) sowie DK 20.

## Straßenverlauf
Woiwodschaft Pommern:
Powiat Pucki (Kreis Putzig):
- Krokowa (Krockow) (→ DW 213: Celbowo – Wicko – Słupsk (Stolp))
- Świecino (Schwetzin)
- Wielka Piaśnica (Groß Piasnitz)

Powiat Wejherowski (Kreis Neustadt in Westpreußen):
- Wejherowo (Neustadt in Westpreußen) (→ DK 6 (E 28): Stettin – Pruszcz Gdański (Praust))
  - Wejherowo-Gałęźna Góra (→ DW 224: Wejherowo – Tczew (Dirschau))

- Nowy Dwór Wejherowski (Neuhof)
- Bieszkowice (Bieschkowitz)
- Koleczkowo (Kolletzkau)
- Bojano (Bojahn)
- Dobrzewino (Wertheim)

Powiat Kartuski (Kreis Karthaus):

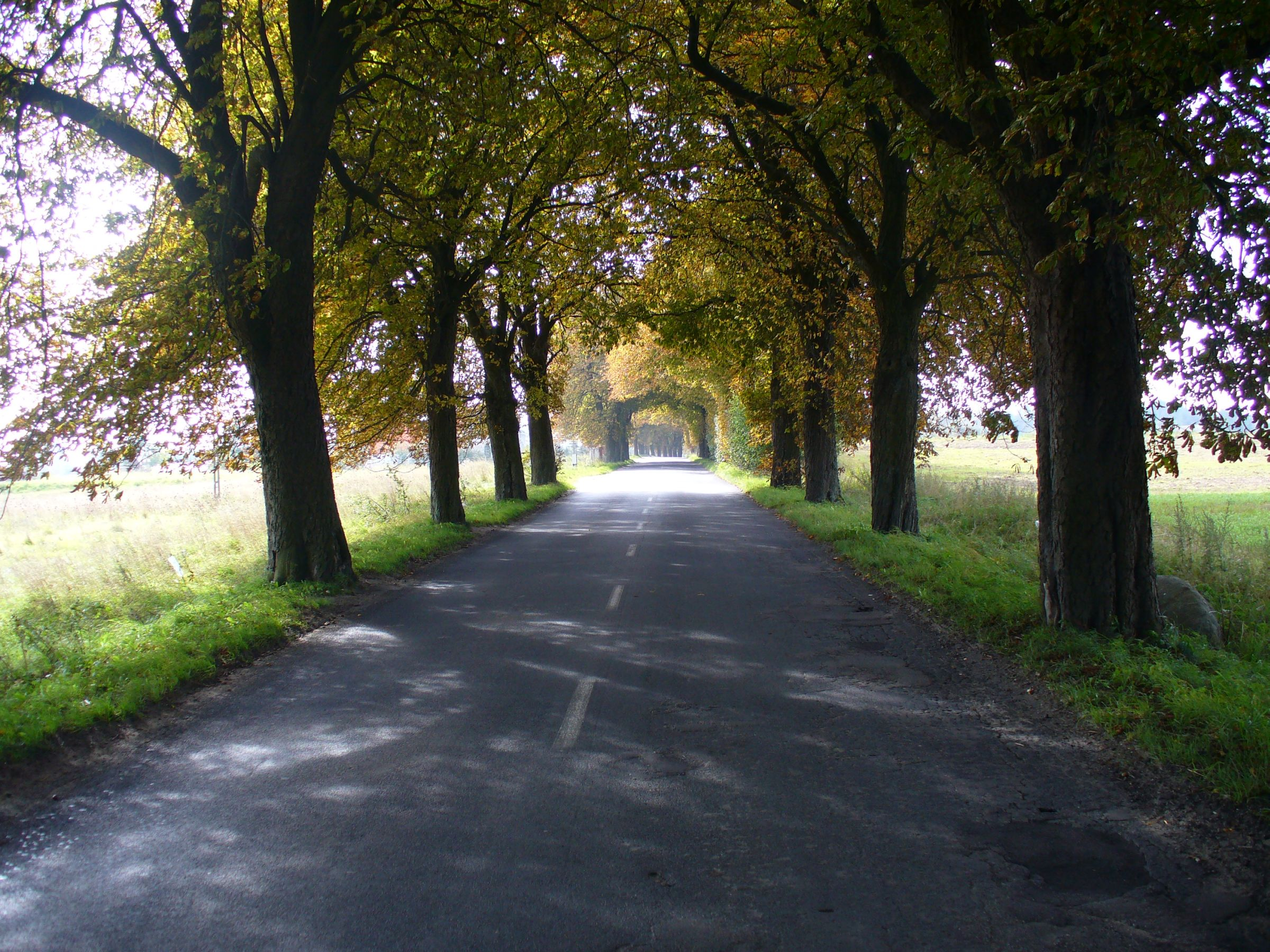
Die DW 218 bei Nowy Dwór Wejherowski

- Chwaszczyno (Quaschin) (→ DK 20: Stargard (Stargard in Pommern) – Gdynia (Gdingen))

Stadtbezirk Danzig:
- Danzig (Gdańsk):
- Danzig-Osowa (Espenkrug)

X Staatsbahn (PKP)-Linie 201: Nowa Wieś Wielka (Groß Neudorf) – Gdynia (Gdingen) X
- Danzig-Wysoka (Wittstock)
- Danzig-Oliwa (Oliva) (→ DW 468: Danzig – Sopot (Zoppot) – Gdynia (Gdingen))